# Vespa vivax
Espèce
Vespa vivax est une espèce de frelons de la famille des Vespidae.

## Répartition
Ce frelon est présent en Asie : dans le nord de l’Inde (Cachemire, Himachal Pradesh,Uttar Pradesh, Sikkim), au Népal, en Birmanie, en Thaïlande, en Chine (Xizang, Sichuan et Yunnan) et sur l’île de Taïwan
.